# Messsteuerung

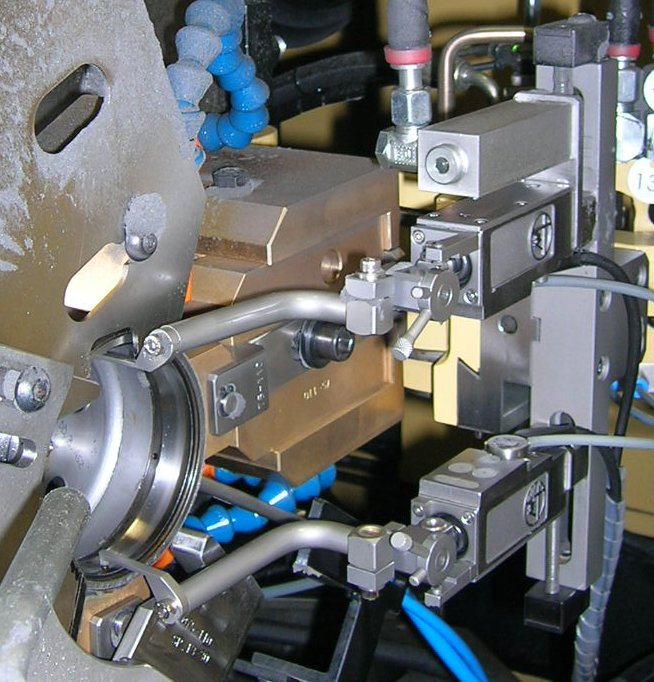
Messung eines Innendurchmessers mit einer Messsteuerung

Die Messsteuerung ist in Werkzeugmaschinen ein Regelungssystem, welches die Maschinensteuerung bei der genauen Positionierung eines Werkzeugs unterstützt. Durch die Messsteuerung wird die Einhaltung einer definierten Position (beispielsweise das Fertigmaß eines Werkstücks) innerhalb einer möglichst geringen Toleranz gewährleistet.

## Prinzip
Das aktuelle Maß eines Werkstücks wird während der Bearbeitung durch einen Messtaster erfasst. Die Bewegungen des Messtasters können erfasst werden, sodass de Maschinensteuerung entscheiden kann, wie das Werkzeug zu bewegen ist (Vorschubgeschwindigkeit, Richtung).
Meist wird die Bewegung des Messtasters mittels eines Piezoelements im Messkopf gemessen, das eine elektrische Spannung erzeugt. Ein typischer Wert ist z. B. 10 Millivolt pro Mikrometer. Bei einer Druckänderung auf den Messkopf vergrößert oder verkleinert sich die Spannung, die über einen analogen Eingang von der Maschinensteuerung gelesen wird. Dabei ist eine Positionierung mit einer Genauigkeit von wenigen Mikrometern möglich.

## Kenngrößen
Typische Kenngrößen einer Messsteuerung sind:
- Linearitätsbereich: der Bereich, in dem die Änderung Ausgangsspannung exakt proportional zur Position des Messtasters ist
- Wiederholgenauigkeit: definiert, wie genau eine zuvor kalibrierte Position reproduziert werden kann